# 토마스와 친구들: 수수께끼 해적선과 보물찾기
《토마스와 친구들: 수수께끼 해적선과 보물찾기》(영어: Thomas & Friends: Sodor's Legend of the Lost Treasure)는 2015년 영국의 애니메이션 영화이다.
이 영화는 2015년 7월 영국에서 제한적으로 극장 개봉되었다. 비평가들로부터 대체로 긍정적인 평가를 받았는데, 연출과 줄거리는 칭찬했지만 영화의 다소 어두운 분위기에 대해서는 비판적이었다.

## 줄거리
토마스 기관차는 버티 버스와의 경주에서 승리하지만, 새로운 노선 건설 소식에 걱정하게 된다. 토마스는 장난으로 고든 기관차를 탈선시키고, 벌로 새 노선 건설 작업에 투입되는 동안, 새로운 기관차 라이언이 토마스의 일을 대신하게 된다. 건설 현장에서 토마스는 땅이 꺼지면서 동굴로 추락하고, 그곳에서 해적선을 발견한다. 토마스는 이 사실을 알리려 하지만, 톱햄 햇 경은 믿어주지 않는다. 해적선은 항구에 전시되고, 토마스는 보물 찾기에 혈안이 된 세일러 존과 그의 배 스키프를 만난다.
한편, 라이언은 잘못된 석탄으로 다이너마이트를 폭발시킬 뻔하고, 토마스가 이를 막으려다 오해를 사 톱햄 햇 경에게 혼나고 창고에 갇힌다. 마리온은 금과 보석이 가득한 보물 상자를 발견하고, 톱햄 햇 경은 이것을 박물관에 기증하려 한다. 보물을 찾던 세일러 존은 토마스를 협박하지만, 토마스는 그를 돕기를 거부한다. 세일러 존은 밤에 톱햄 햇 경의 사무실에 침입해 보물을 훔쳐 달아나고, 토마스가 그 뒤를 쫓는다. 미니어처 기관차들의 도움으로 해적선의 속도가 늦춰지고, 라이언의 실수로 해적선은 탈선하게 된다. 하지만 세일러 존은 스키프를 타고 도주를 감행한다.
항구에서 토마스는 스키프를 멈추려 하지만 실패하고, 바다로 나간 세일러 존은 파도에 의해 보물과 함께 바다에 빠진다. 세일러 존은 체포되고, 토마스는 자신의 잘못을 사과하려 하지만, 톱햄 햇 경은 라이언에게 자초지종을 듣고 오히려 토마스를 자랑스러워한다. 결국 토마스는 자신의 노선을 되찾고, 새로운 노선 개통식에 참여하게 된다. 스키프는 항구에서 보트 투어를 제공하며 마무리된다.